# Hilaire Mbakop
Hilaire Mbakop, né le 28 février 1973 à Bagangté, est un écrivain, germaniste et universitaire camerounais. Il est l'auteur de plusieurs romans et essais. 
En 2014, il remporte le prix Adler Entrepreneurship en Allemagne.

## Biographie

### Débuts
Hilaire Mbakop est né le 28 février 1973 à Bagangté, chef-lieu du département du Ndé dans la région de l'Ouest du Cameroun. Il fait ses études primaires à l’école catholique dans les localités de Bangangté et Batchingou, puis rejoint le lycée classique de Banganté où il fait des études sécondaires jusqu'à l'obtention de son baccalauréat en 1992.
Après l'obtention de son baccalauréat, il s'inscrit à l'Université de Yaoundé I en 1992 où il fait des études germaniques et d'histoire. Il fait également une formation en tant qu'enseignant à l'École normale supérieure de Yaoundé.
En 1996, il bénéficie d'une bourse du DAAD (Office allemand d'échanges universitaires) et quitte le Cameroun pour poursuivre ses études en Allemagne. Il rejoint l' Université Johann Wolfgang Goethe de Francfort-sur-le-Main où il fait ses recherches de Master et obtient en 1997 une Maîtrise d’allemand à l'Université de Yaoundé I.  En 2000, il obtient son doctorat de l'université Johann Wolfgang Goethe de Francfort-sur-le-Main. Sa thèse porte sur les pamphlets d’André Gide et d’Heinrich Mann.

### Carrière
Hilaire Mbakop publie son premier ouvrage en 2007. Le roman intitulé Mambés Heimat, dénonce le fossé entre les riches et les pauvres au Cameroun. En 2003, il est recruté comme enseignant vacataire au sein de l'Université de Yaoundé I.
Il dénonce régulièrement les injustices du gouvernement Biya qu'il qualifie de «dictature » et invite les universitaires camerounais à «prendre part à la lutte contre la dictature». Des positions, qui selon lui, lui vallent d'être licencié de son poste d'enseignant vacataire de l’Université de Yaoundé I en avril 2009.
Le 6 décembre 2014, il lui est décerné le prix Adler Entrepreneurship par la Fondation de la Jeunesse Africaine, une organisation basée à Bonn en Allemagne qui récompense chaque année des personnes ou des entreprises africaines du continent ou de la diaspora qui se démarquent. 
En 2014, il publie Les faces de la vie, son premier receuil de poèmes  aux Éditions Dédicaces à  Montréal.
Il est le cofondateur et le président de l'Association des Écrivains Africains de Langue Allemande.

## Œuvres
- Mambés Heimat, ATHENA-Verlag, Oberhausen, 2007, 172 p.

- La mort d’un handicapé, Mon petit éditeur, paris 2000, 78 p.
- Les étrangers noirs africains, Edilivre, Paris, 2011,168 p.
- Das zerstörte Dorf , 2010
- Mon enfance et ma jeunesse , 2010
- Das Hexagon und seine Mittäter I, 2011
- Das Hexagon und seine Mittäter II, 2014
- Holzfeuermärchen (Contes du feu de bois), 2014
- Les faces de la vie, 2014, Éditions Dédicaces, Montréal, 60 p.